# نيك غريفيثز
نيك غريفيثز (بالإنجليزية: Nick Griffiths)‏ هو سياسي بريطاني وأسترالي، ولد في 24 ديسمبر 1951 في المملكة المتحدة. حزبياً، نشط في حزب العمال الأسترالي.